# Maria Antoaneta Dobrescu
Maria Antoaneta Dobrescu (n. 16 ianuarie 1951, Păstrăveni, județul Neamț) este un senator român în legislatura 2000-2004 ales în județul Dolj pe listele partidului PSD. În cadrul activității sale parlamentare, Maria Antoaneta Dobrescu a fost membru în grupurile parlamentare de prietenie cu UNESCO și Statul Israel. Maria Antoaneta Dobrescu a înregistrat 190 luări de cuvânt în 69 de ședințe parlamentare și a inițiat 3 propuneri legislative, din care 1 a fost promulgată lege.  Maria Antoaneta Dobrescu a fost membru în comisia pentru politică externă și comisia pentru învățământ, știință, tineret și sport.